# Arnold Callmann
Isidor Arnold Callmann (* 6. April 1850 in Weimar, † nach 1894) war ein jüdischer Bankier in Weimar.

## Leben

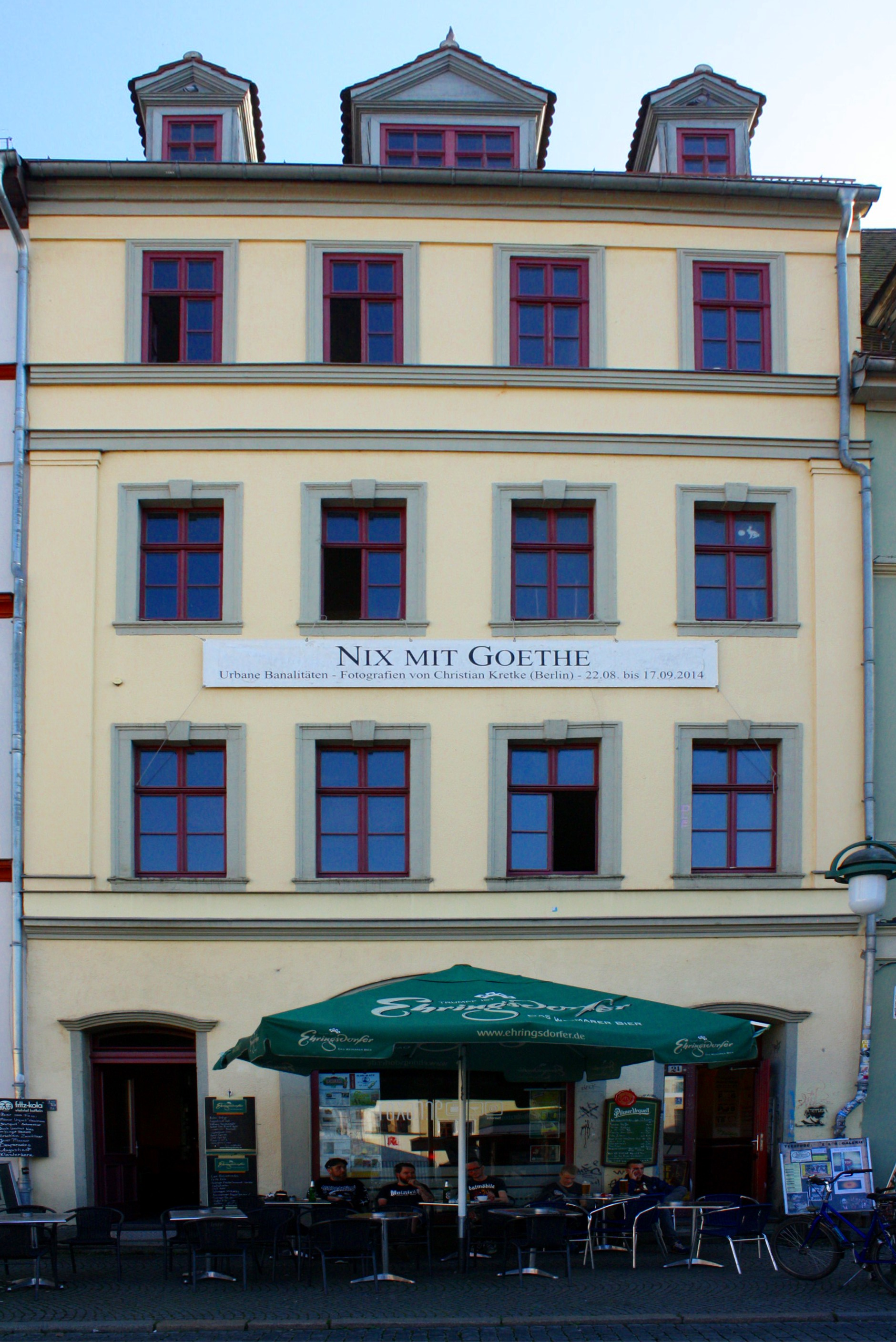
Das Gebäude des väterlichen Bankhauses, gleichzeitig Wohnhaus der Eltern, Am Markt 21, Weimar

Arnold Callmann war der älteste Sohn des Weimarer Bankiers August Callmann und dessen Ehefrau Cäcilie, geb. Hirschberg. Er besuchte zunächst das Gymnasium, dann die Realschule in Weimar. Anschließend trat er als Prokurist in das väterliche Bankhaus A. Callmann am Markt 21 ein. Nach dem Tod des Vaters 1869 führte er die Bank mit seiner Mutter weiter. 1873 verließ er das Familienunternehmen und arbeitete bei verschiedenen auswärtigen Bankhäusern.
1877 eröffnete Callmann gemeinsam mit dem Bankier Karl Stöter ein eigenes Bankgeschäft A. Callmann & Co., das sich 1879 an der Adresse Schillerstraße 9 befand.
Am 25. November 1879 heiratete Arnold Callmann die geschiedene evangelische Ottilie Knittel (geb. Heyne). Aus dieser Ehe ging im Juli 1882 ein Sohn hervor.
Spätestens ab 1881 war Arnold Callmann Alleininhaber der Bank; das Geschäftslokal war nun in der Schützengasse 3. Die Geschäfte liefen von Jahr zu Jahr schlechter, und im Sommer 1888 war Callmann in unlösbare Probleme verwickelt. Die Bank erlosch, und Callmann wurde im Januar 1889 vom Landgericht Weimar wegen Wechselfälschung, Unterschlagung anvertrauter Werte und Untreue zu 10 Jahren Zuchthaus verurteilt.
Spätestens ab 1881 wohnte die Familie Arnold Callmann im Haus Kurthstraße 12; sie verließ die Stadt 1888. Der Weimarer Hofbäcker Hermann Türk, der 1879 ihr Trauzeuge gewesen war, erwarb das Haus aus der Callmannschen Konkursmasse und baute es aus.
Callmanns Ehe wurde Anfang 1891 geschieden, wie ein entsprechender Vermerk im Heiratsregister belegt.
Im Alter von 44 Jahren verließ Arnold Callmann seine Heimat und wanderte nach Brasilien aus. Seine Überfahrt begann am 12. Juli 1894 in Hamburg, von wo aus er mit dem Dampfschiff Santos nach Rio de Janeiro reiste. In Brasilien soll Callmann als Gärtner gearbeitet haben. Vor seiner Auswanderung hatte sich Callmann bereits in botanischen Kreisen engagiert. Er gehörte als ordentliches Mitglied dem Botanischen Verein für Gesamtthüringen an und wurde im Sommer 1887 Mitglied des Vereins Deutscher Rosenfreunde. Im selben Zeitraum trat auch ein G. Leuzinger diesem Verein bei, dessen Wohnsitz mit Rio de Janeiro angegeben wurde. Diese Bekanntschaft könnte Callmann möglicherweise den Einstieg in seinem neuen Lebensumfeld erleichtert haben.
Arnold Callmanns weiteres Schicksal in Brasilien sowie Ort und Zeitpunkt seines Todes sind nicht dokumentiert.

## Familie
Arnolds Brüder Georg und Otto Callmann ertränkten sich im Mai 1900 im Kochelsee, nachdem ihr (von den Eltern geerbtes) Bankhaus A. Callmann zusammengebrochen war. Arnolds Schwester Laura verließ die Stadt, so dass es 1902 in Weimar keinen Träger des Namens Callmann mehr gab.
Arnolds Sohn Friedrich Wilhelm Arnold Callmann, in Schönfeld bei Greiz wohnhaft, änderte im Jahr 1901 offiziell seinen Familiennamen. Gemäß einem Randvermerk vom 18. September 1901 in seinem Geburtsregister wurde ihm vom Großherzoglich Sächsischen Staatsministerium, Departement für Justiz, die Genehmigung zur Führung des Familiennamens „Heyne“ erteilt. Dieser Name entsprach dem Geburtsnamen seiner Mutter. Friedrich (später Frederick) Heyne emigrierte zunächst nach Südafrika und anschließend nach Brasilien. In Pernambuco, Brasilien, wurde 1914 sein Sohn Volker Wolfgang Heyne geboren. Später kehrte Friedrich Heyne nach Südafrika zurück, wo er zuletzt in Bloemfontein lebte. Er starb Ende 1955 in Johannesburg.